# 岸野靖之
岸野 靖之（きしの やすゆき、1958年6月13日 - ）は、和歌山県新宮市出身の元サッカー選手、サッカー指導者。

## 来歴
中学までは柔道を行っていたが、中学3年よりサッカーを始めた。和歌山県立新宮商業高校卒業後は三菱重工業に入る。監督の横山謙三に誘われての加入だったが、4年間の在籍で公式戦出場はなかった。1980年シーズン終了後にサッカー部を辞めて社業に専念するよう会社から命じられたが、サッカーを続けるために読売クラブに移籍。読売クラブでは9年間センターバックとしてプレーし、戦力外通告を受けて1990年に引退した。
1991年に読売クラブジュニアユース監督に就任。以降2004年まで東京ヴェルディでトップチーム、サテライト、ユースの指導者を歴任し、トップチームのコーチだった1996年には監督代行を3試合務めた。
2005年にサガン鳥栖監督の松本育夫の招聘を受けて鳥栖のヘッドコーチに就任。また、同年にS級ライセンスを取得。2007年、松本のGM就任に伴い、同年に監督に昇格。2009年までの3年間監督を務め、クラブ側と金銭的に折り合わないことを理由に退任。
2010年、横浜FCの監督に就任。初年度は6位の成績を収める。またシーズン途中よりGM兼任となった。2011年は下位を低迷し最終的に18位となる。この成績不振によりGMを辞任。2012年も監督を続投するも、J2リーグ戦の開幕から3試合未勝利が続き、3月18日に解任された。
2013年、松本山雅FCU-18の監督に就任した。
2015年、カターレ富山監督に就任した。2015年8月、成績低迷等により監督を解任された
2016年より松本のユースアカデミーアドバイザーに就任し、提携先である松本大学にサッカー部監督として指導者派遣されることとなった。
2018年より関東サッカーリーグ1部・栃木シティFCの戦略統括責任者（CSO）に就任。2019年5月14日より同職兼任のまま2019年シーズンの監督を務めた。
2021年11月1日、栃木シティCSOを退任。
2022年より、松本のアカデミーダイレクターに就任。
2024年をもって松本のアカデミーダイレクターを退任。
2025年より東京都社会人サッカーリーグ1部の東京ベイFCの監督に就任。

## 所属クラブ
- 新宮商業高校
- 1977年 - 1980年 三菱重工
- 1982年 - 1990年 読売クラブ

## 個人成績
| 国内大会個人成績 | 国内大会個人成績 | 国内大会個人成績 | 国内大会個人成績 | 国内大会個人成績 | 国内大会個人成績 | 国内大会個人成績 | 国内大会個人成績 | 国内大会個人成績 | 国内大会個人成績 | 国内大会個人成績 | 国内大会個人成績 |
| 年度             | クラブ           | 背番号           | リーグ           | リーグ戦         | リーグ戦         | リーグ杯         | リーグ杯         | オープン杯       | オープン杯       | 期間通算         | 期間通算         |
| 年度             | クラブ           | 背番号           | リーグ           | 出場             | 得点             | 出場             | 得点             | 出場             | 得点             | 出場             | 得点             |
| 日本             | 日本             | 日本             | 日本             | リーグ戦         | リーグ戦         | JSL杯            | JSL杯            | 天皇杯           | 天皇杯           | 期間通算         | 期間通算         |
| ---------------- | ---------------- | ---------------- | ---------------- | ---------------- | ---------------- | ---------------- | ---------------- | ---------------- | ---------------- | ---------------- | ---------------- |
| 1977             | 三菱             | 26               | JSL1部           | 0                | 0                | 0                | 0                | 0                | 0                | 0                | 0                |
| 1978             | 三菱             | 23               | JSL1部           | 0                | 0                | 0                | 0                | 0                | 0                | 0                | 0                |
| 1979             | 三菱             | 23               | JSL1部           | 0                | 0                | 0                | 0                | 0                | 0                | 0                | 0                |
| 1980             | 三菱             | 19               | JSL1部           | 0                | 0                | 0                | 0                | 0                | 0                | 0                | 0                |
| 1982             | 読売             | 19               | JSL1部           | 10               | 2                | 0                | 0                | 0                | 0                | 10               | 2                |
| 1983             | 読売             | 19               | JSL1部           | 0                | 0                | 0                | 0                | 0                | 0                | 0                | 0                |
| 1984             | 読売             | 19               | JSL1部           | 10               | 0                | 0                | 0                | 4                | 0                | 14               | 0                |
| 1985             | 読売             | 19               | JSL1部           | 11               | 1                | 3                | 0                | 0                | 0                | 14               | 1                |
| 1986-87          | 読売             | 19               | JSL1部           | 15               | 0                | 1                | 0                | 1                | 0                | 17               | 0                |
| 1987-88          | 読売             | 19               | JSL1部           | 3                | 0                | 0                | 0                | 4                | 0                | 7                | 0                |
| 1988-89          | 読売             | 19               | JSL1部           | 6                | 0                | 0                | 0                | 0                | 0                | 6                | 0                |
| 1989-90          | 読売             | 19               | JSL1部           | 3                | 0                | 0                | 0                | 1                | 0                | 4                | 0                |
| 通算             | 日本             | 日本             | JSL1部           | 58               | 3                | 4                | 0                | 10               | 0                | 72               | 3                |
| 総通算           | 総通算           | 総通算           | 総通算           | 58               | 3                | 4                | 0                | 10               | 0                | 72               | 3                |

その他の公式戦
- 1984年
  - スーパーカップ 0試合0得点
- 1985年
  - キリンカップ 1試合0得点
- 1987-88年
  - アジアクラブ選手権 1試合0得点

## 指導歴
- 1991年 読売クラブ：ジュニアユース監督
- 1992年 - 2004年 ヴェルディ川崎/東京ヴェルディ1969
  - 1992年：サテライトコーチ
  - 1993年：サテライト監督
  - 1994年 - 1998年：コーチ
  - 1996年：監督代行
  - 1999年：サテライト監督
  - 2000年：ユースコーチ
  - 2001年 - 2003年：サテライト、トップコーチ
  - 2004年：トップコーチ、サテライト監督
- 2005年 - 2009年 サガン鳥栖
  - 2005年 - 2006年：ヘッドコーチ
  - 2007年 - 2009年：監督
- 2010年 - 2012年3月 横浜FC：監督
- 2013年 - 2014年 松本山雅FC：U-18監督
- 2015年 - 2015年8月 カターレ富山：監督
- 2016年 - 松本山雅FC：ユースアカデミーアドバイザー
- 2016年 - 松本大学サッカー部：監督（指導者派遣）
- 2018年 - 栃木シティFC
  - 2018年 - 2021年：戦略統括責任者
  - 2019年：監督
- 2022年 - 2024年 松本山雅FC：アカデミーダイレクター
- 2025年 - 東京ベイFC：監督

## 監督成績
| 年度   | 所属   | クラブ | リーグ戦 | リーグ戦 | リーグ戦 | リーグ戦 | リーグ戦 | リーグ戦 | カップ戦   | カップ戦   |
| 年度   | 所属   | クラブ | 順位     | 試合     | 勝点     | 勝利     | 引分     | 敗戦     | ナビスコ杯 | 天皇杯     |
| ------ | ------ | ------ | -------- | -------- | -------- | -------- | -------- | -------- | ---------- | ---------- |
| 1996   | J      | V川崎  | -        | 3        |          | 1        | -        | 2        | -          | -          |
| 2007   | J2     | 鳥栖   | 8位      | 48       | 72       | 21       | 9        | 18       | -          | 5回戦敗退  |
| 2008   | J2     | 鳥栖   | 6位      | 42       | 64       | 19       | 7        | 16       | -          | ベスト8    |
| 2009   | J2     | 鳥栖   | 5位      | 51       | 88       | 25       | 14       | 14       | -          | 4回戦敗退  |
| 2010   | J2     | 横浜FC | 6位      | 36       | 54       | 16       | 6        | 14       | -          | 3回戦敗退  |
| 2011   | J2     | 横浜FC | 18位     | 38       | 41       | 11       | 8        | 19       | -          | 2回戦敗退  |
| 2012   | J2     | 横浜FC | -        | 3        | 1        | 0        | 1        | 2        | -          | -          |
| 2015   | J3     | 富山   | -        | 24       | 33       | 9        | 6        | 9        | -          | 県予選敗退 |
| J1通算 | J1通算 | J1通算 | -        | 3        | -        | 1        | -        | 2        |            |            |
| J2通算 | J2通算 | J2通算 | -        | 218      | -        | 92       | 45       | 83       |            |            |
| J3通算 | J3通算 | J3通算 | -        | 33       | -        | 9        | 6        | 9        |            |            |

- 1996年は監督代行として指揮。